# Capítulo de Arad
El Capítulo de Arad fue un capítulo colegiado fundado en el siglo XII en Arad en el reino de Hungría. Estaba dedicado a san Martín de Tours. El capítulo estaba bajo la jurisdicción directa del arzobispo de Esztergom. Poseía propiedades territoriales en al menos siete condados. A partir de la década de 1220, el capítulo fue un lugar de autenticación.

## Historia

### Establecimiento

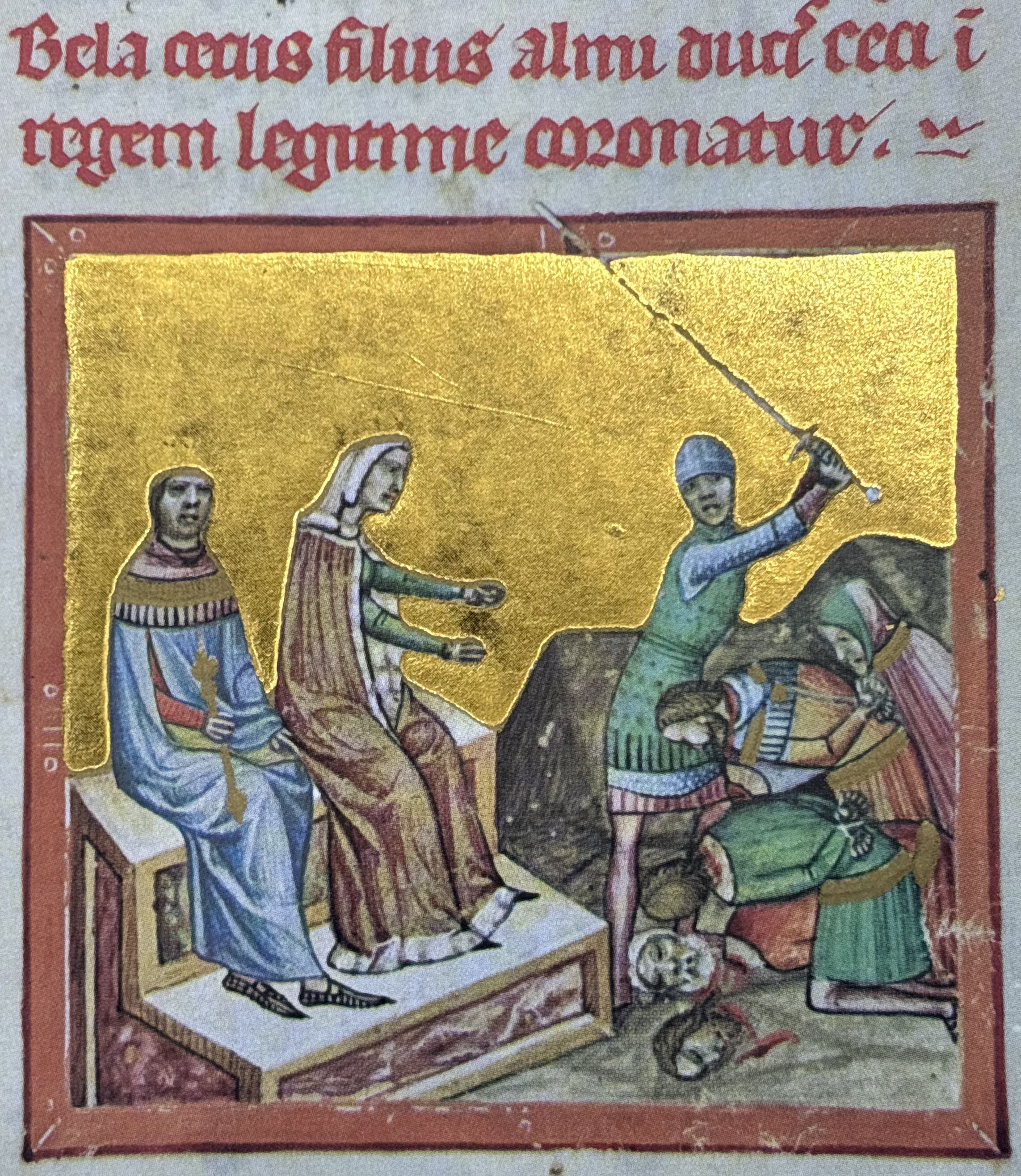
Decapitación en Arad de los nobles adversarios de Bela II en el Chronicon Pictum.

Los historiadores modernos coinciden en que Bela el Ciego, rey de Hungría, estableció el capítulo colegiado entre 1131 y 1141. Aunque el documento existente más antiguo que hace referencia al Capítulo de Arad (el Registro de Arad) se emitió en 1177, un diploma real de 1399 se refería a una carta de concesión que se emitió a favor del capítulo durante el reinado del rey Bela. Según una teoría académica, el rey Bela II estableció el capítulo como muestra de su arrepentimiento por la masacre de 68 señores en una asamblea en Arad en 1131. El historiador István Bóna escribe que el rey concedió las propiedades de los señores asesinados al nuevo capítulo. El capítulo estaba dedicado a San Martín de Tours.
Los estudiosos modernos identificaron la gran iglesia medieval (de 50 metros de largo) cuyas ruinas se encontraron en Glogovác (actual Vladimirescu en Rumanía), como sede del Capítulo de Arad. La primera iglesia debe haber sido completada antes de 1172, porque un cementerio se desarrolló a su alrededor durante el reinado de Esteban III de Hungría. Esa iglesia fue reconstruida y una nueva iglesia fue consagrada en 1224, de la cual se han encontrado restos.

### Apogeo
El Capítulo de Arad fue fundado por un rey, los monarcas ejercían el derecho de patronato sobre él y también estaba exento de la jurisdicción de los obispos de Csanád. El capítulo estaba compuesto por al menos 12 canónigos, incluido el preboste que era su jefe. El papa Honorio III intentó expandir la autoridad de la Santa Sede nombrando a su propio candidato, Johannes Caputius, preboste en 1225, pero Caputius se vio obligado a abdicar en favor del candidato del monarca, Alberto. El capítulo se convirtió en un lugar de autenticación con jurisdicción en los condados de Arad, Csanád y Zaránd en 1229. Las ordalías de fuego también se llevaron a cabo ante los miembros del capítulo a partir de entonces.
El papa Gregorio IX excomulgó al preboste Alberto en 1235 porque Alberto se negó a reconocer la autoridad del arzobispo de Esztergom. Sin embargo, el preboste Alberto sólo cedió ante el arzobispo Esteban Báncsa en 1246, prometiendo que asistiría a los sínodos convocados por el arzobispo.

### Propiedades
En su época dorada, un ermitaño llamado Andrés concedió propiedades territoriales al Capítulo de Arad en las aldeas de Besen, Karád y Rád en el condado de Somogy durante el reinado de Béla el Ciego. El Capítulo de Arad poseía propiedades en siete condados en 1177, según el Registro de Arad que fue emitido por orden de Béla III de Hungría. El castillo de Arad también era propiedad del capítulo y un tercio de los peajes del transbordador en Esteuerd en el Maros pertenecían al capítulo. Durante el siglo XIII, el Capítulo de Arad adquirió nuevas propiedades en los condados de Bihar, Baranya y Arad. Por ejemplo, en 1223, un tal Gregorio, hijo de Calad, que había robado 150 ovejas del capítulo, no solo las devolvió, sino que también hipotecó su propiedad llamada Chereuy para asegurar su compensación por los daños que había causado.

### Lista de prebostes
| Periodo           | Ocupante                               | Notas                                                               | Fuente |
| ----------------- | -------------------------------------- | ------------------------------------------------------------------- | ------ |
| hasta 1224        | Gottfried                              |                                                                     | [ 1 ]  |
| 1224 – 1225       | Esteban                                | también canciller; llegó a ser obispo de Zagreb                     | [ 1 ]  |
| 1225 –            | Johannes Caputius                      | nombrado por Honorio III, dimitió a favor del candidato del rey     | [ 1 ]  |
|                   | Alberto                                | apoyado por el rey, nombrado preboste tras la dimisión del anterior | [ 1 ]  |
|                   |                                        |                                                                     |        |
| 1371 –            | Nicolás Garázda                        |                                                                     | [ 1 ]  |
|                   |                                        |                                                                     |        |
| c. 1388 – c. 1392 | Juan                                   |                                                                     | [ 5 ]  |
| c. 1395 – c. 1400 | Ladislao                               |                                                                     | [ 5 ]  |
| c. 1409 – c. 1412 | Pedro                                  |                                                                     | [ 5 ]  |
| c. 1413 – c. 1421 | Ottobonis de Bellonis de Valencia, IUJ | notario papal                                                       | [ 5 ]  |
| c. 1427           | Jaime                                  |                                                                     | [ 5 ]  |
| c. 1446           | Pablo Emődi                            |                                                                     | [ 5 ]  |